# フィリピン大気地球物理天文局
フィリピン大気地球物理天文局（フィリピンたいきちきゅうぶつりてんもんきょく、Philippine Atmospheric, Geophysical and Astronomical Services Administration）は、フィリピンの国家気象機関である。略称は「PAGASA」。「パグアーサ」とも言い、これはタガログ語で希望という意味もある。気象学、水文学、気候学、天文学、およびその他の地球物理科学における科学・技術業務を通じて自然災害に対する防御を提供し、人々の安全とよき生活と財産を保護し、国家の発展を促進することを任務とする。従前の気象局を再編して1972年12月8日に設置された。PAGASAはフィリピン科学技術省に属する科学技術業務機関の一つである。
本記事では以下、この機関を略称の「PAGASA」に統一して表記する。

## 歴史

### マニラ気象観測所
フィリピンにおける公的な気象、天文業務は1865年にマニラの Padre Faura 通りにマニラ気象観測所(Observatorio Meteorológico de Manila)が設置され、そこでアテネオ・デ・マニラ大学の若きイエズス会の学者で教授であった Francisco Colina が1日2回または3回の系統的な観測と記録を始めたことが始まりである。別のイエズス会の学者であった Jaime Nonell はこれらの観測についての短い論文を書いており、それはDiario de Manila新聞社により印刷された。この論文はマニラの事業家たちの関心を呼び、台風の接近に対して公衆に警告を発することを目的とした定期的観測をイエズス会の指導者 Fr. Juan Vidal, SJ に要望した。事業家たちは資金を拠出して「Universal Meteorograph（総合気象計）」（ローマのイエズス会士アンジェロ・セッキ, SJ の発明品）という観測機器の調達、取得し、この機械は昼夜を問わず気象観測する大きな助けとなった。
1866年、 Federico Faura, SJ はその科学知識を認められてマニラ気象観測所長となった。この時期、同観測所はフィリピンの気象の系統的な観測に取り組んでいた。1879年7月7日、西インドのイエズス会宣教師とのデータ比較後、同観測所は熱帯低気圧がルソン北部を通過しつつあることを示した警報を発表した。植民地政府は警報の信頼性を根拠として可能な限りの警戒に努め、結果として台風の被害が僅かに抑えられたことで、同観測所の名声は確固なものとなった。これに続いて同年11月の熱帯低気圧のマニラ通過も予測した。1880年には地震と地磁気の観測を開始した。1885年には時報と商船向けの目視（手旗信号）気象警報業務を開始した。1886年には Faura 式アネロイド気圧計を発表。1887年には地磁気観測に専従する課を設置し、その6年後にはフィリピンで最初の地磁気地図を刊行した。1890年には地震業務が公式に設置され、1899年には天文課が業務を開始した。
マニラ気象観測所の名声は外国まで届き、他の観測所も月間の「Boletin del Observatorio de Manila」（マニラ観測所報告）を求めるようになった。同観測所に対する業務上の要請の高まりを受けて、1894年4月21日に勅令が発せられた。この勅令により同観測所はイエズス会の下の公的機関として認められ、スペイン王家からの全面的支援も与えられた。このことがルソン島各地に二次観測網を設置することにつながった。

### アメリカ統治時代：気象局
1898年12月10日のパリ条約 の下で、スペインはフィリピンをアメリカ合衆国に割譲した。大きな政治的混乱の末に1899年には米比戦争が勃発し、1901年5月22日にフィリピン諸島島民政府（Insular Government of the Philippine Islands）が設置され、フィリピン委員会は法令131号を制定し、マニラ気象観測所を内務省（Department of Interior）気象局（Weather Bureau）に改編した。1917年1月1日の農務・天然資源省(Department of Agriculture and Natural Resources (DANR))設置とともに、気象局は内務省から農務・天然資源省へ移管された。フィリピン・コモンウェルス設置とともに、農務・天然資源省は農商務省に再編された。
約45年間にわたり、気象局は活発な活動を続け、国際博覧会や科学調査隊の分野で有名であり、その正確な台風予報と気象学・地磁気学・天文学の分野での科学的業績によりよく知られた存在であり続けた。最初の極東天気図（Fr. Coronas が1908年に発表）は熱帯低気圧の将来予想をするための重要なツールとなった。気象局の刊行した気象学、地磁気学、天文学の文献はよく知られており、第二次世界大戦中の日米のフィリピンの戦いにおいても大きな価値があったことが後に示されている。

### 第二次世界大戦中 (日本占領期）
第二次世界大戦中の1943年12月4日、日本のフィリピン占領下の傀儡国家としてのフィリピン第二共和国建国に伴い、気象局は公共事業・通信省に移管された。このとき気象局はイエズス会の管理下から離れて、気象局長にはフィリピン大学の測地工学科長の Maximo Lachica を迎え、初めて全職員がフィリピン人となった。日本占領期は中央の本局での活動は限定的であったが、現場では気象局職員はアメリカとフィリピンの連合軍の兵士たちに敵に占領された地域の正確な気象情報を提供する助けとなった。1945年2月、マニラの戦いによって気象局の庁舎が破壊されたため、気象局は壊滅的な被害を受けて業務も停止した。 Padre Faura 通りには、焼け落ちた天文学ドームの残骸以外には何も過去の栄光を示すものは残っていなかった。測器も、記録も、数十年にわたって蓄積された膨大な科学的知識も全て失われた。同地では戦後も「気象局」としての機能は停止していたが、「観測所」としての役割は後に1951年に「マニラ観測所」として独自の運用を再開した。

### 戦後時代 (1945 - 1972)：再建期
気象局の再建は、監督官 Edilberto Parulan の指導の下で七名の職員で気象局が再設置された1945年7月24日から始まった。1946年には、タイディングス戦争被害法（1946年のフィリピン復興法）により、アメリカ政府からアメリカ国立気象局の調査団が派遣され、フィリピン気象局のニーズの調査を行った。その結果、フィリピン気象局はアメリカから気象関係機器と技術支援を得られ、技術的により進んだ国の気象機関と同様の標準的な気象業務の樹立への道筋が付けられた。更に、気象局は商工省へ移管された。気象局の任務は五部（総観、気候、地球物理、天文、総務）体制で実施された。
1947年、気象局の本局は Marsman ビル (マニラの Port Area の15番埠頭の向かい側)に移転したが、予報センターは昔の Balagbag ターミナル（マニラ国際空港の最初のターミナルの場所）へ移転して、マニラ主要気象事務所(MMMO)となった。気象局の戦後最初の地球物理観測所は1949年にフィリピン大学の後ろの Diliman に設置された。1948年には、地震業務を向上させるため電磁式光記録地震計が設置された。1949年4月5日にフィリピンは気象局を国家気象機関として世界気象機関(WMO)へ加盟した。同年、高層大気の気温、相対湿度、気圧の1日2回の観測がラオアグ、セブ、サンボアンガ観測所で行われた。
1950年、テレタイプがMMMOからクラーク空軍基地、アメリカ海軍 Sangley Point 施設、通信局（現在のフィリピン国家通信委員会の前身）と接続された。更に同年、外国や飛行中の航空機、国内の4か所の航空観測所（ラオアグ、レガスピ、セブ、ザンボアンガ）との気象通報の交換が始まった。私設無線施設、およびその後、国家民間防衛管理局の援助もあって、予報と警報の受信・配信の体制が整えられた。1954年には地球物理観測所（現在の天文台）から時報信号の無線伝送（1日7回）が始まった。
1963年には気象レーダーがフィリピンに初めて導入され、気象局の本庁舎の屋上に設置された（が、これは1978年の火災で修理不能となって破壊された）。設立100周年を迎えた1965年には、国中の気象観測所の半数が既にSSB無線機によって互いに連結され、独立した気象通信システムを形成していた。1968年には、アジア極東経済委員会（現在のアジア太平洋経済社会委員会)とWMOにより設置された台風委員会にフィリピンは加盟した。翌年、本庁舎をケソン市ケソン・アベニュー1424番地の Marsman ビルに移転した。同年、5か年の「WMO 教育・研究プロジェクト,マニラ」も始まった。気象局の気象研究所とフィリピン大学の気象学科も参加した同プロジェクトは、国家の気象人材の訓練ニーズを満たすことと、気象学の様々な分野における研究を実施することを目指すものであった。気象研究所は様々なレベルの技術的な実地訓練を提供した一方、気象学科は気象学分野の理学修士につながる大学院レベルの課程を提供した。同プロジェクトの実施に当たっては、IBM 1130の取得が実現し、気象局にもコンピュータ時代が到来した。遠隔計測システムがマリキナ川流域に設置され、気象局による洪水予報の草分けとなった。
1970年に気象衛星による高層大気の光伝送を傍受するため自動画像伝送機が設置されて衛星気象学がフィリピンにやってきた。同年、気象局による戦後初の大規模研究計画が開始された。名付けて「台風研究計画」という。1970年に始まったそれは、科学技術省の資金援助があって可能となった。1971年にはフィリピンの招請に応じて、ECAFE/WMO の合同組織がマニラに再配置され、台風委員会事務局と改称した。同年、連携した五基の気象レーダーが国内各地に設置され、マニラレーダー観測所（1978年以前はまだ稼働していた）と共に、気象局の気象レーダー観測網の道筋をつけた。

### マルコス政権時代:：気象局からPAGASAへ
1972年、布告1081号による戒厳令下で、フェルディナンド・マルコス大統領は、フィリピン政府の統合再編計画（1972年大統領令1号）の一環として、大気地球物理天文科学法（1972年大統領令78号）に基づき、気象局を廃止しフィリピン大気地球物理天文局(PAGASA)を設立した。この新しい局は国防省(DND)の管理下に置かれた。
当初 PAGASA は四局体制で発足した。国家気象局（National Weather Service）は気象および洪水に関する予報と警報の作成と発表を担った。国家大気地球物理天文データ局（National Atmospheric, Geophysical and Astronomical Data Service）は大気その他のデータの取得、収集、品質管理、処理、蓄積を担った。国家地球物理天文局（National Geophysical and Astronomical Service）は地震と天文の研究を担うとともに、国家の公式な時報を提供した。国家大気地球物理天文科学研究所（National Institute of Atmospheric, Geophysical and Astronomical Sciences）は大気、地球物理、天文の科学について科学者・技術者の訓練を担った。1977年、台風緩和研究開発事務所（Typhoon Moderation Research and Development Office）と国家洪水予報事務所（National Flood Forecasting Office）がPAGASAの行政監督下に設置された（1977年大統領令1149号）。
マルコス政権時代、PAGASAは多くのことを達成した。1973年にはPAGASA と公共事業運輸通信省の共同実施による Pampanga 川流域洪水予報警報計画が開始され、調査団の勧告に基づき、日本政府が装置と人員の訓練を提供した。1974年初めには、 PAGASA は民間防衛局と協力して、コールサインDZCAのラジオ局を立ち上げた。Pampanga 川とその主な支流の要所に設置された自動観測局のネットワークから得られた川の水位データは、既存の遠隔計測システムを経由して中央事務所の洪水予報センターへ送られた。Pampanga 川流域の洪水予報システムの成功に感銘を受けたマルコス大統領は、同様のシステムを Agno、Bicol、Cagayan 川流域にも立ち上げられるかどうか可能性を模索するよう指示した。UNESCOが資金を拠出した東南アジアの地域地震観測網は、1974年にその事務所を PAGASA の地球物理観測所内に置いた。同事務所は、人員の訓練と地震測器の標準化に努め、また同地域の地震の震央決定の精度向上にも努めた。その後1977年にはマニラ首都圏に強震計観測網を立ち上げた。この観測網は、同地域内における強い地震の揺れを記録するように設計されたものである。1979年4月18日、サイエンス・ガーデンのプラネタリウムがオープンした。Minolta 製のプラネタリウム投影機を備え、収容人数は90人であった。1981年7月、Pampanga 川洪水予報システムをベースとした Bicol 川洪水予報サブシステムが運用を開始した。翌年5月には三つ（Agno、Bicol、Cagayan 川）全てのサブシステムが完全に現業化された。その機会に、気象衛星ひまわりの地上受信局も運用を開始し、フィリピンの衛星気象学を飛躍的に前進させた。
1983年4月、日本政府の借款供与による財政支援を受けて、PAGASA、国家電力公社、農務省国家灌漑局の共同実施によるダム運用のための洪水予報警報システムが運用を開始した。このプロジェクトの第1段階では Angat ダムと Pantabangan ダムを対象とし、第2段階では Magat ダム、Binga ダム、Ambuklao ダムに加え、同プロジェクトのためのデータ情報センターも整備された。
政府が行う全ての科学技術開発を束ね、中央から統制するための政府の改革の一環として、1984年政令984号により PAGASA は国家科学技術庁へ移管された。この組織再編により、PAGASA の地震業務はフィリピン火山研究所(Philippine Institute of Volcanology : PHIVOLC)、現在のフィリピン火山地震研究所（Philippine Institute of Volcanology and Seismology：PHIVOLCS)に移管された。

### 1986年以降：今日の PAGASA
1986年のフェルディナンド・マルコス追放（エドゥサ革命）後の民主政府の再創立に続いて、コラソン・アキノ大統領は1987年政令128号により、国家科学技術庁（現在の科学技術省）とそれに属するすべての官庁の再編を命じた。そこで PAGASA は主要5部門（天気、洪水予報、気候・農業気象、天文、地球物理・宇宙科学、国家減災）と支援3部門（行政、財務・管理、技術・保守）となった。この組織構造は2008年10月にグロリア・アロヨ大統領が発した2004年政令366号
の合理化計画まで維持された。この政府の合理化計画は公共サービスの有効性と効率性を向上させるため、政府の努力を死活的・中核的な機能に集中させることを狙ったものだった。
2015年11月3日、共和国法10692号「2015年 PAGASA 現代化法」がベニグノ・アキノ3世により署名された。政府は最初にPAGCOR (フィリピン娯楽賭博公社)財源から（3年間で）30億ペソを支出して、国家気象局の現代化の財源とする。現代化計画には装置の取得、従業員の新しい給与体系、将来の気象キャスターの人員訓練、PAGASAデータセンターの設置、その他の計画が含まれる。
2019年8月8日、共和国法11363号「フィリピン宇宙法」により、それまでPAGASAが所掌してきたフィリピンの宇宙計画を管理・運用するフィリピン宇宙局 (PhilSA) が設置された。

## 台風の階級
PAGASAが風速に応じて定める、台風の強さの階級は以下の通り。
| 階級               | 風速          |
| ------------------ | ------------- |
| スーパー台風       | 221 km/h 以上 |
| 台風               | 118〜220 km/h |
| 激しい熱帯性暴風雨 | 89〜117 km/h  |
| 熱帯性暴風雨       | 61〜88 km/h   |
| 熱帯低気圧         | 30〜60 km/h   |

## 熱帯低気圧のフィリピン名

PAGASAの熱帯低気圧監視エリア（PAR）（このエリアに熱帯低気圧が発生もしくは進入した場合にフィリピン名が付けられる）

PAGASAは、北太平洋で発生した熱帯低気圧（台風を含む）に対して、国際的に命名・使用される国際名（現アジア名）とは別に、独自のリストにある名称「フィリピン名」を命名しており、フィリピン国内では、このフィリピン名の方が、アジア名などの国際名よりも一般的に使用されている。例えば、2008年にフィリピンに大きな被害をもたらした台風6号については、現地ではアジア名の「フンシェン (Fengshen)」よりフィリピン名「フランク (Frank)」の方が広く使用された。
フィリピン名は、PAGASAの監視エリア内（PAR）で熱帯低気圧が発生した場合と、そのエリアに熱帯低気圧が進入した場合にのみ命名される。しかし、必ずしもその熱帯低気圧が「台風」の勢力に達しているとは限らない。そのため、「台風」に分類されておらずアジア名なども付けられていない熱帯低気圧が、フィリピン名だけは付けられるということも少なくない。